# Ormberget, Västerås
Ormberget är en  stadsdel i det administrativa bostadsområdet Jakobsberg-Pettersberg i Västerås. Området är ett bostadsområde som ligger norr om Råbyleden och Hammarbygatan.
Området avgränsas i väster av grönområdet Ormbergsskogen, österut Pettersbergs grönområde, Ormbergsgatan söderut, Kronvägen österut, Hammarbygatan västerut, Råbyleden och norrut Ormbergsskogen.
Området gränsar i väster till Vetterslund i norr till Pettersberg i öster till Jakobsberg och i söder till Hammarby stadshage och Vetterstorp.